# Аксёново (Саргатский район)
Аксёново — деревня в Саргатском районе Омской области. Входит в состав Увалобитиинского сельского поселения.

## История
В 1928 г. состояла из 101 хозяйства, основное население — русские. В составе Калачёвского сельсовета Саргатского района Омского округа Сибирского края.

## Население
| 1926 | 2010 |
| ---- | ---- |
| 524  | ↘123 |